# LMTP
LMTP(Local Mail Transfer Protocol)，是本地邮件传输协议，与SMTP类似，但不支持邮件队列（queue），主要应用于非广域网的邮件网关。後來被ESMTP所取代。

## 相關
- SMTP
- POP3